# Цегельський Михайло Романович
Михайло Романович Цегельський (3 вересня 1918, Чернівці — 5 березня 2010, Нью-Йорк, США) — професор, дійсний член НТШ.

## Життєпис
Михайло Ростислав Цегельський народився 3 вересня 1918 року в Чернівцях. Батьки Михайла Ростислава Цегельського походять зі знатної галицької інтеліґенції. Батько — Роман Цегельський був професором фізики і довголітнім секретарем НТШ у Львові. Мати Меланія — з відомого роду Левинських.
Студії з медицини М. Р. Цегельський закінчив у Львівському медичному університеті. Ступінь доктора медичних наук отримав у Гетінгенському університеті в Німеччині у 1948 р.
Емігрував до США, працював у лікарнях Нью-Йорка. У 1995 р. став професором Нью-Йоркського медичного коледжу.
Член Світової федерації українських лікарських товариств (СФУЛТ). Ініціатор і спонсор українського видання двотомного «Медичного ілюстрованого словника Дорланда».
Починаючи з 1992 року, Михайло Цегельський виступав з доповідями на Конгресах Світової Федерації українських лікарських товариств (СФУЛТ) у Харкові (1992), Дніпропетровську (1994), Одесі (1996) і Ужгороді (1998), читав лекції з гінекологічної патології, організації планової медичної допомоги та резидентури у США.
Михайло Цегельський спільно з ректором Одеського державного медичного університету Валерієм Запорожаном опрацював і спонсорував серію навчальних посібників і підручників «Акушерство та гінекологія» (Київ, Здоров'я, 1996), «Акушерство та гінекологія» для лікарів-інтернів у 2-х томах (Одеса, ОДМУ, 2005), атласи «Гінекологічна патологія» (Одеса, ОДМУ, 2002) та «Оперативна гінекологія» (Одеса, ОДМУ, 2007).